# NGC 1667
NGC 1667 (ook: NGC 1689) is een balkspiraalstelsel in het sterrenbeeld Eridanus. Het hemelobject werd op 13 december 1884 ontdekt door de Franse astronoom Édouard Jean-Marie Stephan.

## Synoniemen
- PGC 16062
- MCG -1-13-13
- IRAS 04461-0624